# Kornel Bogotko
Kornel Bogotko (ur. 25 stycznia 1892 w Stanisławowie, zm. 9 stycznia 1960 w Toruniu) – major piechoty Wojska Polskiego, kawaler Orderu Virtuti Militari.

## Życiorys
Urodził się 25 stycznia 1892 w Stanisławowie, ówczesnym mieście powiatowym Królestwa Galicji i Lodomerii, w rodzinie Mikołaja, kierownika warsztatów kolejowych, i Albiny z Wenclów. Od 1910 należał do „Zarzewia”, Polskich Drużyn Strzeleckich i Drużyn Bartoszowych. W 1912 w rodzinnym mieście zdał egzamin dojrzałości.
W 1913 został wcielony do cesarsko-królewskiej Obrony Krajowej. W następnym roku ukończył szkołę oficerów rezerwy w stopniu kadeta–aspiranta oficerskiego. W czasie I wojny światowej walczył w szeregach 20 pułku piechoty Obrony Krajowej. 1915 pod Gajami został ranny. Na stopień podporucznika rezerwy został mianowany ze starszeństwem z 1 stycznia 1916. W 1918 awansował na porucznika.
1 listopada 1918 wstąpił do II batalionu strzelców w Skoczowie i otrzymał zadanie zorganizowania kompanii karabinów maszynowych. 12 kwietnia 1919 został przyjęty do Wojska Polskiego z byłej armii austro-węgierskiej, z zatwierdzeniem posiadanego stopnia porucznika, zaliczeniem do I Rezerwy oraz powołaniem do służby czynnej na czas wojny aż do demobilizacji i z dniem 1 listopada 1918 przydzielony do II batalionu strzelców. 13 grudnia 1919 został wyznaczony na stanowisko dowódcy III batalionu 20 pułku piechoty. 21 lipca 1920 w walce pod Kijankami, ranny, dostał się do bolszewickiej niewoli. Był więziony w Żytomierzu, Kijowie i Moskwie.
Po powrocie z niewoli pozostał w wojsku jako oficer zawodowy i kontynuował służbę w 20 pp. 3 maja 1922 został zweryfikowany w stopniu kapitana ze starszeństwem od 1 czerwca 1919 i 1437. lokatą w korpusie oficerów piechoty. Później został przeniesiony do 73 pułku piechoty w Katowicach. 2 kwietnia 1929 prezydent RP nadał mu z dniem 1 stycznia 1929 stopień majora w korpusie oficerów piechoty i 33. lokatą. W lipcu tego roku został zatwierdzony na stanowisku dowódcy batalionu. W sierpniu 1929 został przeniesiony macierzyście do kadry oficerów piechoty z równoczesnym przeniesieniem służbowym do batalionu podchorążych rezerwy piechoty nr 9 w Berezie Kartuskiej na stanowisko zastępcy dowódcy batalionu. Później został przesunięty na stanowisko dowódcy batalionu. We wrześniu 1930 został przeniesiony do 63 pułku piechoty w Toruniu na stanowisko dowódcy batalionu. W marcu 1932 został przeniesiony na stanowisko komendanta placu w Tarnopolu. Obowiązki służbowe łączył z działalnością społeczną w Lidze Morskiej i Kolonialnej. W lipcu 1935 został zwolniony z zajmowanego stanowiska i oddany do dyspozycji dowódcy Okręgu Korpusu Nr VI, a z dniem 1 listopada tego przeniesiony w stan spoczynku. Mieszkał w Toruniu przy ul. Św. Jerzego 44.
W 1939 został powołany do służby czynnej i wyznaczony na stanowisko komendanta Kwatery Głównej 4 Dywizji Piechoty. W czasie kampanii wrześniowej dostał się do niewoli niemieckiej. Przebywał w Oflagu VII B Eichstätt, a następnie w Oflagu VII A Murnau. 14 maja 1946, po powrocie do Polski, został zarejestrowany w Rejonowej Komendzie Uzupełnień Toruń. Mieszkał z rodziną w Toruniu przy ul. Rybaki 9/11.
W latach 1948–1955 poddany był kontroli operacyjnej przez funkcjonariuszy Ministerstwa Bezpieczeństwa Publicznego.
Zmarł 9 stycznia 1960 w Toruniu i został pochowany na tamtejszym Cmentarzu Garnizonowym (sektor F, rząd 3, grób 13).
Był żonaty z Jadwigą z Ostrowskich, miał dwóch synów: Jerzego (1925–1993) i Witolda Tadeusza (ur. 17 października 1933) oraz córkę Hannę.

## Ordery i odznaczenia
- Krzyż Srebrny Orderu Wojskowego Virtuti Militari nr 5879[1]
- Krzyż Walecznych[1]
- Złoty Krzyż Zasługi – 1939[2]
- Medal Pamiątkowy za Wojnę 1918–1921[1]
- Medal Dziesięciolecia Odzyskanej Niepodległości[1]
- Odznaka za Rany i Kontuzje z jedną gwiazdką[1]
- Srebrny Medal Waleczności 1 klasy[24]